# Ne tirez pas sur le bandit
Pour plus de détails, voir Fiche technique et Distribution.
Ne tirez pas sur le bandit (titre original Alias Jesse James) est un western américain réalisé par Norman Z. McLeod sorti en 1959. C'est l'un de ses derniers films. Gary Cooper et Bing Crosby apparaissent dans la scène finale, mais ne sont pas crédités au générique.

## Synopsis
Un courtier vend une assurance-vie à Jesse James. Son directeur, affolé, lui demande de racheter le contrat et de protéger le bandit.

## Fiche technique
- Titre original : Alias Jesse James
- Réalisation : Norman Z. McLeod
- Titre original : Alias Jesse James
- Scénario : Robert St. Aubrey et Bert Lawrence
- Musique : Joseph J. Lilley
- Pays d'origine :  États-Unis
- Format : Eastmancolor
- Genre : Comédie, Western
- Durée : 92 minutes
- Production : United Artists
- Dates de sortie : 
  - États-Unis : 20 mars 1959
  - France : 28 octobre 1959

## Distribution
- Bob Hope (VF : Yves Furet) : Milford Farnsworth
- Rhonda Fleming : Cora Lee Collins
- Wendell Corey (VF : Jean Martinelli) : Jesse James
- Gloria Talbott (VF : Jeanine Freson) : Princesse Irawanie
- Jim Davis (VF : Claude Bertrand) : Frank James
- Will Wright (VF : Jacques Berlioz) : Titus Queasley
- Jack Lambert (VF : André Valmy) : Snake Brice
- Mary Young : « Ma » James

Acteurs non crédités
- Oliver Blake : Mortimer Hopelaw
- Iron Eyes Cody : le deuxième indien dans le train
- Joseph Vitale : Sam Hiawatha
- Gary Cooper
- Bing Crosby